# Herodes
Herodes (em hebraico: הוֹרְדוֹס, transl. Hordos; em grego: Ἡρῴδης, Herodes), também conhecido como Herodes I ou Herodes, o Grande (ca. 74/73 a.C. – Jericó, 4 a.C. ou 1 a.C), foi um rei do território da Judéia, como representante (rei cliente) do Império Romano, entre 37 a.C. e 4 a.C. Descrito como "um louco que assassinou sua própria família e inúmeros rabinos", Herodes é conhecido por seus colossais projetos de construção em Jerusalém e outras partes do mundo antigo, em especial a reconstrução que patrocinou do segundo Templo, naquela cidade, por vezes chamado de Templo de Herodes. Alguns detalhes de sua biografia são conhecidos pelas obras do historiador romano-judaico Flávio Josefo.
Seu filho, Herodes Arquelau, tornou-se etnarca da Samaria, Judeia e Edom de 4 a 6 d.C., e foi considerado incompetente pelo imperador romano Augusto, que tornou o outro filho de Herodes, Herodes Antipas, soberano da Galileia (de 6 a 39 d.C.).

## Biografia
Herodes era filho do idumeu Antípatro e de Cipros(uma mulher de procedência árabe). O povo de seu pai, fora um dos principais rivais dos judeus na Antiguidade, e segundo a Bíblia, foi a presença dos Idumeus, que compeliu o povo de Moisés, a realizar uma travessia muito mais demorada, após a saída do Egito, antes de chegarem à Terra Santa. À época do rei hasmoneu João Hircano, a Idumeia fora conquistada e a maioria dos seus cidadãos obrigados a se converterem ao judaísmo, exceto aqueles que se refugiaram no Egito, ou nas terras da antiga Assíria, como aconteceu com os ancestrais de Herodes.
A maior parte do que conhecemos sobre sua vida nos é narrada pelo historiador judeu Flávio Josefo[carece de fontes?], que provavelmente usou o trabalho de Nicolau de Damasco como fonte, porque, quando termina Nicolau, na época de Arquelau, o relato de Josefo se torna mais resumido. Segundo Josefo, a legitimidade de seu reinado era contestada pelos judeus por ele ser um idumeu. Numa tentativa de obter essa legitimidade, ele casou-se com Mariana, uma hasmoniana filha do alto sacerdote do Templo. Ainda assim, ele vivia temeroso de uma revolta popular, razão pela qual teria construído, como refúgio, a fortaleza de Massada.
Em 40 a.C., quando Matatias Antígono, o último rei da dinastia hasmónea, entrou na Judeia com a ajuda de uma potência vizinha, Herodes fugiu para Roma, onde António lhe entregou a realeza da Judeia, que assegurou com um exército romano, com o qual derrotou Antígono em 37 a.C. ao cercar Jerusalém. Octaviano (o futuro imperador Augusto), após a batalha de Ácio, em 31 a.C., manteve-o no poder.
A sua corte era helenizada e culta. Ele fundou as cidades gregas de Sebaste (Samaria) e Cesareia Palestina, com o seu belo porto. Construiu fortalezas e palácios, incluindo Massada e o magnífico Templo, o Heródio. Presidiu aos Jogos Olímpicos.
Herodes destronou os reis da dinastia hasmónea, que tinham governado Israel por mais de um século. Essa dinastia tinha contado com o apoio dos saduceus. Por isso, Herodes era mal visto entre os saduceus. Em contrapartida, ele pôde contar com o apoio da facção moderada dos fariseus, conduzida por Hillel. Contou também com o apoio dos judeus da diáspora, mesmo naquela época, de número considerável. Já a relação com os essénios era mais complicada. Por um lado, os essénios detestavam Roma e não aprovavam que Herodes governasse em nome de Roma. Por outro lado, Herodes era um amigo de Menahem, o essénio e respeitava os essénios.
Fez construir várias obras em seu reino, cuja monumentalidade ainda hoje é admirada. Delas subsiste, como documento mais bem conservado, o Túmulo dos Patriarcas, em Hebrom.
Ao morrer, possivelmente em 4 a.C., Herodes deixou disposta, em testamento, a partilha do reino entre três de seus filhos sobreviventes: Herodes Arquelau, Herodes Antipas e Filipe. Foi durante seu reinado que nasceu Jesus Cristo, segundo a narrativa bíblica. Herodes foi visitado pelos Três Reis Magos, que foram adorar o Rei dos Judeus, Herodes pediu aos magos que seguissem para Belém e que depois voltassem para reportar se tinham conseguido encontrar a criança, porém, os Magos foram avisados em sonho a seguir outro caminho e não passarem por Herodes, que mandou matar todas as crianças de até 2 anos de idade (Mateus 2: 1-16).

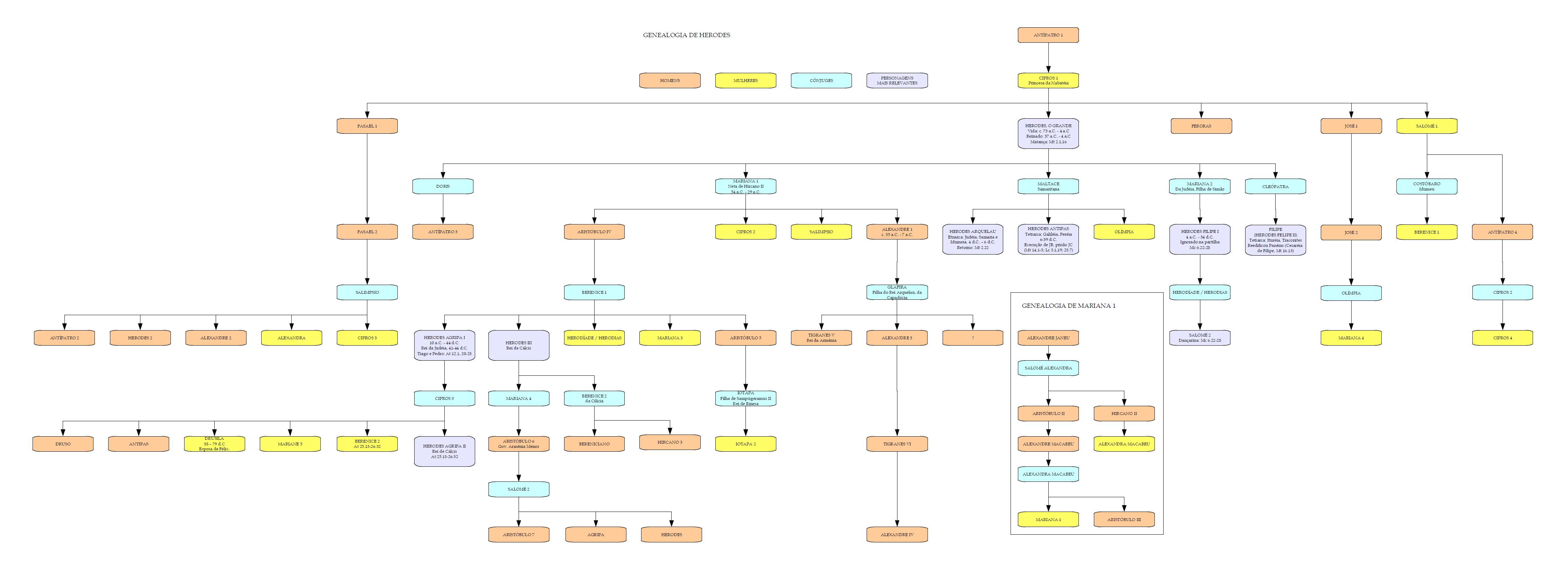
Genealogia de Herodes

## Moedas de Herodes

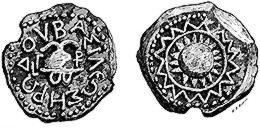
Moeda de cobre com a inscrição "Basileus Herodon" na cara e um sol macedônico na coroa

As moedas que Herodes o Grande cunhou não trazem símbolos tão agressivos para a religião judaica como acontecerá com as dos seus descendentes. Além do tripé, de origem grega e com alguma eventual ligação às suas vitórias e consequente domínio sobre o país, e do elmo, vai usar o escudo; mas haverá outros símbolos mais poéticos, como a romã, o diadema, a cornucópia, a âncora, etc.

## O Estado Judeu herodiano
Herodes não tinha legitimidade judaica, pois descendia de idumeus e sua mãe era descendente de árabes. Desse modo, sua legitimidade se fundava na própria estrutura do poder que ele exercia, e que diferia da tradição dos Hasmoneus, na medida em que:
- o rei era legitimado como pessoa e não por descendência;
- o poder não se orientava pela tradição, mas pela aplicação do direito do senhor;
- o direito à terra decorria de distribuição: o senhor o concedia ao  usuário de sua escolha (assignatio);
- o rei era a fonte da lei, ou seja, a "lei viva" (émpsychos nómos), conforme a base filosófica helenística, em oposição à lei codificada da tradição judaica.

Essa nova estrutura de poder (repudiada pelos judeus tradicionais), permitia a Herodes:
- Nomear o sumo sacerdote do Templo: ele destituiu os Asmoneus e nomeou um sacerdote da família babilônica e, mais tarde, da alexandrina;
- Exigir de seus súditos um juramento de obediência, não raro em oposição às normas patriarcais;
- Interferir na justiça do Sinédrio;
- Escravizar ladrões e revolucionários políticos, vendendo-os no exterior, sem direito a resgate.

O poder militar de Herodes baseava-se nos mercenários estrangeiros, aquartelados em fortalezas, ou em terras (cleruquias) a eles destinadas no vale de Jezrael e nas cidades helênicas fundadas pelo rei.

## Morte
A partir do trabalho de Emil Schürer em 1896, a maioria dos estudiosos concordam que Herodes morreu no final de março ou início de abril, em 4 a.C.
Evidência adicional é fornecida pelo fato de que seus filhos, entre os quais seu reino foi dividido, dataram de seus governos a partir de 4 a.C., e Arquelau aparentemente também exerceu autoridade real durante a vida de Herodes. Josefo afirma que a morte de Filipe o Tetrarca tomou lugar depois de um reinado de 37 anos, no ano 20 de Tibério (34 d.C.).
Josefo diz que Herodes morreu depois de um eclipse lunar. Ele faz um relato dos acontecimentos entre este eclipse e sua morte, e entre sua morte e o Pessach. Um eclipse parcial ocorreu em 13 de março de 4 a.C., cerca de 29 dias antes do Pessach, e este eclipse é geralmente considerado como o referido por Josefo. No entanto, pelo eclipse de 13 de março de 4 a.C. ser apenas parcial (e que, segundo os defensores de outra data, não ser relevante o suficiente para ter sido relatado por Josefo), outros estudiosos defendem o eclipse total de 8 de janeiro do ano 1 a.C como a época da morte de Herodes. Sendo assim, Herodes teria reinado até cerca de 4 a.C e falecido em 1 a.C. Houve, contudo, outros dois eclipses totais em torno deste tempo. Há também os defensores de 5 a.C. e até mesmo 1 d.C. Josefo deve estar se referindo ao eclipse solar anular de 8 de abril do ano 4 d.C, observado em todo Império Romano, e ocorreu após o Pessach de 23 de março de 4 d.C.
Josefo escreveu que a doença final de Herodes - às vezes chamada como "Mal de Herodes" - era insuportável. A partir das suas descrições, alguns peritos médicos propõem que Herodes tinha doença renal crônica complicada por gangrena de Fournier. Os estudiosos modernos concordam que ele sofreu durante toda a sua vida de depressão e paranoia. Sintomas similares estiveram presentes na morte de seu neto Agripa I, em 44, sobre quem se relata que vermes eram visíveis e putrefação. Estes sintomas são compatíveis com uma sarna, que pode ter contribuído para sua morte e sintomas psiquiátricos.
Josefo afirmou também que Herodes estava tão preocupado pela grande probabilidade de ninguém lamentar sua morte, que ele comandou um grande grupo de homens ilustres para vir para Jericó, e deu a ordem dizendo que eles deveriam ser mortos no momento da sua morte para que assim se mostrasse a dor que ele ansiava pela sua perda. Para a felicidade deles, o filho de Herodes Arquelau e sua irmã Salomé não realizaram esse desejo insano e doentio do pai.
Após a morte de Herodes, seu reino foi dividido entre três de seus filhos, por Augusto. Augusto "nomeou Arquelau, não para ser o rei de todo o país, mas para ser etnarca, ou metade do que estava sujeito a Herodes, e prometeu dar-lhe a dignidade real doravante, se governasse a sua parte de forma justa. Mas quanto a outra metade, ele dividiu em duas partes, e as deu aos outros dois dos filhos de Herodes, a Filipe e Herodes Antipas, o qual disputou com Arquelau pelo reino todo. Desta forma, para ele era Pereia e Galileia que deveriam pagar seus tributos, que somavam anualmente 200 talentos, enquanto Bataneia com Traconita, bem como Auranita, com uma certa parte do que foi chamado Casa de Lenodoro, pagassem o tributo de 100 talentos à Filipe. Entretanto a Idumeia, e Judeia, e o país de Samaria, pagavam tributo à Arquelau, porém tinham a partir dali uma quarta parte desse tributo retirado por ordem de César, que decretou a eles aquela mitigação, devido eles não terem se unido nesta revolta com o resto da multidão." Arquelau tornou-se etnarca da tetrarquia da Judeia, Herodes Antipas tornou-se tetrarca da Galileia e Pereia e Filipe tornou-se tetrarca dos territórios a leste do Jordão.

## Descoberta do túmulo do Rei Herodes

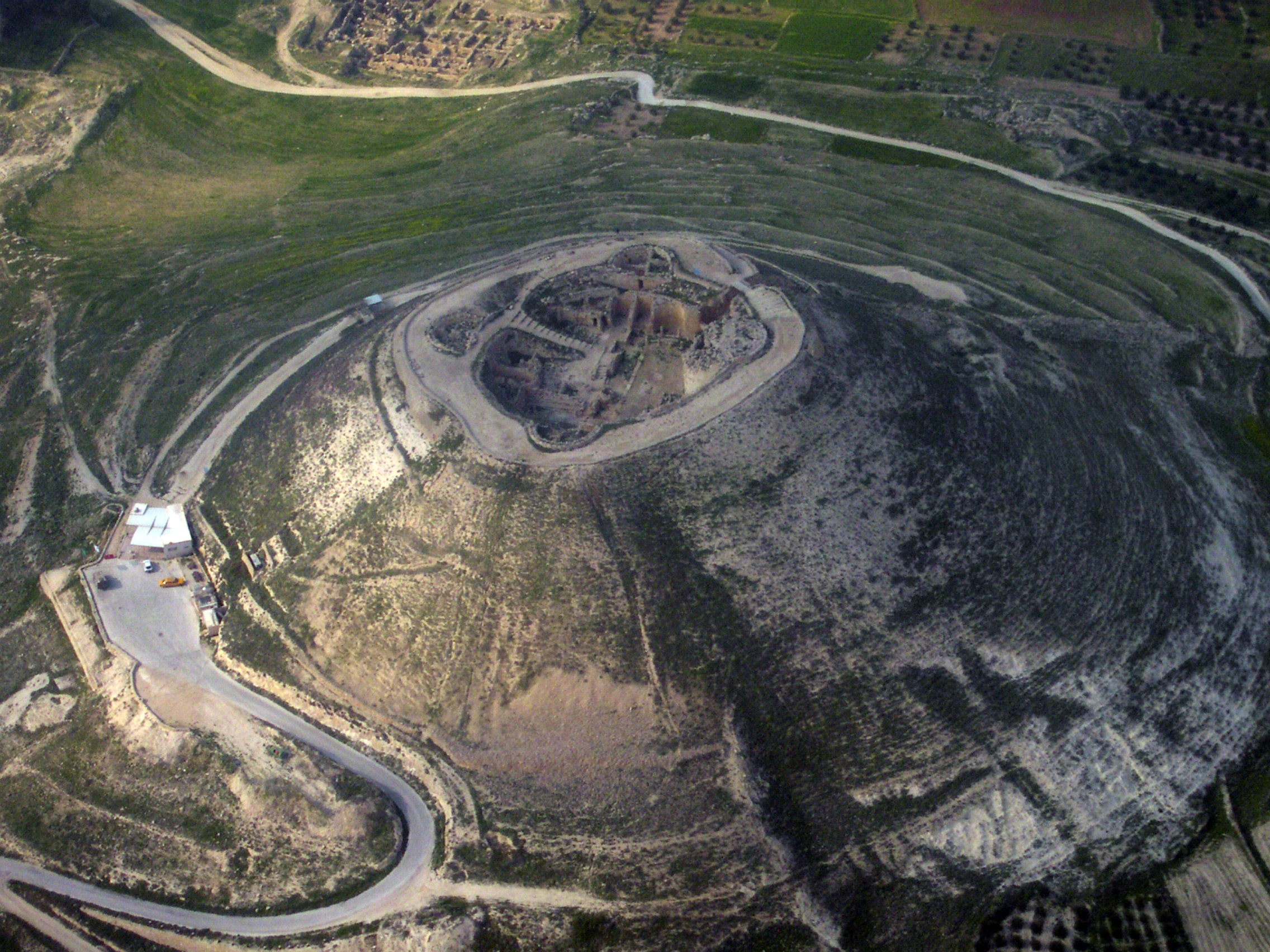
Foto aérea de Heródio a partir do sudoeste

No dia 8 de Maio de 2007 o arqueólogo israelense Ehud Netzer, da Universidade Hebraica de Jerusalém, afirmou ter achado o que seria o  túmulo do rei Herodes, no local conhecido como Heródio, uma colina no deserto da Judeia, onde o rei construiu seu palácio, próximo a Jerusalém.
Netzer trabalhava no sítio arqueológico do local desde 1970.
O arqueólogo israelense Ehud Netzer, que se tornou conhecido pela escavação do palácio de inverno do rei Herodes e descoberta da tumba do monarca, morreu ao sofrer uma queda. Ele tinha 76 anos.